# Stephostethus liratus
Stephostethus liratus is een keversoort uit de familie schimmelkevers (Latridiidae). De wetenschappelijke naam van de soort werd in 1863 gepubliceerd door John Lawrence LeConte.